# Carlos Siqueira
Carlos Roberto Siqueira de Barros (Bom Conselho, 25 de janeiro de 1955) é um advogado e político brasileiro que serve, desde 2014, como presidente nacional do Partido Socialista Brasileiro. Em que pese tenha atingido uma alta função na militância pessebista, jamais ocupou cargo eletivo. Exerceu funções junto à Fundação João Mangabeira, que é o think tank do PSB, e militou na seção pernambucana da OAB.

## Presidente do PSB

### Ascensão à liderança do PSB
Siqueira foi secretário-geral do partido e atuou como coordenador da campanha presidenciável de Eduardo Campos (PE) em 2014, de quem era considerado o braço direito. Como Campos exercia o comando da sigla desde 2004, a presidência do PSB fica vaga após a sua morte em acidente aéreo durante o período de campanha. Naquele momento, Roberto Amaral assumiu interinamente enquanto Marina Silva (PSB-AC) tomava as rédeas da chapa.
Logo que Silva passou a coordenar a campanha, Siqueira se afasta do comitê eleitoral pessebista em tom acusatório à presidenciável. O militante criticou a falta de comprometimento programático da candidata em relação às ideias do falecido Eduardo Campos e, ato contínuo, se revoltou contra uma suposta tendência centralizadora de Silva sobre o PSB: "Ela que vá mandar na Rede dela. Como ela está numa instituição como hospedeira, tem que respeitar a instituição. No PSB, mandamos nós".
Crítico de Marina Silva, a eleição de Siqueira pela cúpula do partido representou uma reversão à posição adotada pela presidenciável no segundo turno da Eleição presidencial de 2014, quando esta apoiou o candidato tucano Aécio Neves (MG). Assim que Dilma Rousseff (PT-MG) foi reconduzida, especulava-se uma adesão do PSB à oposição. No entanto, Siqueira defendeu um posicionamento menos aguerrido com o afastamento do partido da coalizão liderada pelo PSDB. Não obstante, uma vez empossado na liderança do PSB, Siqueira tentou apaziguar a relação com o grupo ecologista de Marina Silva e convidou a Rede Sustentabilidade a permanecer no partido.

### Aproximação com o Partido dos Trabalhadores
No XIV Congresso Nacional do PSB, realizado preparativamente à Eleição de 2018, esperava-se encontrar uma contestação à presidência de Carlos Siqueira vinda do grupo de Márcio França (PSB-SP), mas este desistiu da sua candidatura o que permitiu a reeleição de Siqueira. Novamente, a linha promulgada por Siqueira era de buscar um afastamento do PSDB. Através de resolução, o partido decidia não aderir à coligação Para Unir o Brasil, capitaneada pelo Governador de São Paulo Geraldo Alckmin (PSDB) e, caso não lançasse candidato próprio, aglutinar-se-ia a uma candidatura do campo da esquerda.
Mesmo que no tradicional bastião do PSB, Recife, tenha havido um segundo turno aquecido entre PT e PSB na disputa pela prefeitura em 2020, Siqueira desempenhou papel fundamental na filiação de quadros como Flávio Dino (PCdoB-MA), Marcelo Freixo (PSOL-RJ) e Geraldo Alckmin (PSDB-SP) ao PSB em preparativo a uma aliança com o Partido dos Trabalhadores para as eleições de 2022. Não obstante, o pessebista recusou a formação de federação partidária entre as duas legendas, anunciando que tal projeto era 'assunto absolutamente encerrado'.